# Coppa di eSwatini
La Coppa di eSwatini (in inglese Swazi Cup) è una competizione calcistica a eliminazione diretta organizzata dalla Federazione calcistica dell'eSwatini dal 1980.
La competizione ha assunto diversi nomi nella sua storia per motivi di sponsorizzazione.

## Albo d'oro
| Stagione | Campione                                      | Risultato                                     | Finalista                                     |
| -------- | --------------------------------------------- | --------------------------------------------- | --------------------------------------------- |
| 1980     | Bulembu Young Aces                            |                                               |                                               |
| 1981     |                                               |                                               |                                               |
| 1982     | Bulembu Young Aces                            |                                               |                                               |
| 1983     | Mbabane Highlanders                           |                                               |                                               |
| 1984     | Manzini Wanderers                             |                                               |                                               |
| 1985     | Mbabane Highlanders                           |                                               |                                               |
| 1986     | Mbabane Swallows                              |                                               |                                               |
| 1987     | Monemi Pirates (Manzini)                      |                                               |                                               |
| 1988     | Monemi Pirates (Manzini)                      |                                               |                                               |
| 1989     | Denver Sundowns (Manzini)                     |                                               |                                               |
| 1990     | Mbabane Highlanders                           |                                               |                                               |
| 1991     | Denver Sundowns (Manzini)                     |                                               |                                               |
| 1992     | Denver Sundowns (Manzini)                     | 2-0                                           | Royal Leopards (Simunye)                      |
| 1993     | Eleven Men in Flight (Siteki)                 | 2-1                                           | Denver Sundowns (Manzini)                     |
| 1994     | Juventus Kvaluseni                            |                                               |                                               |
| 1995     | Mhlambanyatsi Rovers                          |                                               |                                               |
| 1996     | Eleven Men in Flight (Siteki)                 |                                               |                                               |
| 1997     | Mbabane Highlanders                           |                                               |                                               |
| 1998     |                                               |                                               |                                               |
| 1999     | Mbabane Highlanders                           |                                               |                                               |
| 2000     | Mhlume United                                 |                                               |                                               |
| 2001     | Eleven Men in Flight (Siteki)                 | 1-1 (4-3 pen.)                                | Mbabane Swallows                              |
| 2002     | Eleven Men in Flight (Siteki)                 |                                               |                                               |
| 2003     |                                               |                                               |                                               |
| 2004     | Green Mamba (Simunye)                         | 5-1                                           | Denver Sundowns (Manzini)                     |
| 2005     | Hub Sundowns                                  | 2-0                                           | Malanti Chiefs (Pigg's Peak)                  |
| 2006     | Mbabane Swallows                              | 1-0                                           | Malanti Chiefs (Pigg's Peak)                  |
| 2007     | Royal Leopards                                | 1-0                                           | Denver Sundowns                               |
| 2008     | Malanti Chiefs (Pigg's Peak)                  | 2-1                                           | Royal Leopards                                |
| 2009     | Mbabane Highlanders                           | 2-1                                           | Manzini Wanderers                             |
| 2010     | Mbabane Highlanders                           | 1-0                                           | Umbelebele Jomo Cosmos                        |
| 2011     | Royal Leopards                                | 4-3                                           | Mhlambanyatsi Rovers                          |
| 2012     | Green Mamba                                   | 3-1                                           | Mbabane Highlanders                           |
| 2013     | Mbabane Swallows                              | 5-3                                           | Malanti Chiefs                                |
| 2014     | Royal Leopards                                | 3-1                                           | Young Buffaloes                               |
| 2015     | Monemi Pirates                                | 2-0                                           | Manzini Wanderers                             |
| 2016     | Mbabane Swallows                              | 2-1                                           | Green Mamba                                   |
| 2017     | Young Buffaloes                               | 2-0                                           | Matsapha United                               |
| 2018     | Young Buffaloes                               | 2-1                                           | Manzini Wanderers                             |
| 2019     | Young Buffaloes                               | 1-0                                           | Royal Leopards                                |
| 2020     | cancellata per via della pandemia di COVID-19 | cancellata per via della pandemia di COVID-19 | cancellata per via della pandemia di COVID-19 |

## Vittorie per squadra
| Club                 | Città         | Vittorie | Stagioni                                 |
| -------------------- | ------------- | -------- | ---------------------------------------- |
| Mbabane Highlanders  | Mbabane       | 7        | 1983, 1985, 1990, 1997, 1999, 2009, 2010 |
| Mbabane Swallows     | Mbabane       | 4        | 1986, 2006, 2013, 2016                   |
| Eleven Men in Flight | Siteki        | 4        | 1993, 1996, 2001, 2002                   |
| Young Buffaloes      | Manzini       | 3        | 2017, 2018, 2019                         |
| Denver Sundowns      | Manzini       | 3        | 1989, 1991, 1992                         |
| Royal Leopards       | Simunye       | 3        | 2007, 2011, 2014                         |
| Monemi Pirates       | Manzini       | 3        | 1987, 1988, 2015                         |
| Bulembu Young Aces   | Bulembu       | 2        | 1980, 1982                               |
| Green Mamba          | Matsapha      | 2        | 2004, 2012                               |
| Hub Sundowns         | Matsapha      | 1        | 2005                                     |
| Malanti Chiefs       | Piggs Peak    | 1        | 2008                                     |
| Manzini Wanderers    | Manzini       | 1        | 1984                                     |
| Mhlambanyatsi Rovers | Mhlambanyatsi | 1        | 1995                                     |
| Mhlume United        | Mhlume        | 1        | 2000                                     |
| Juventus Kvaluseni   | Kvaluseni     | 1        | 1994                                     |